# Operation Sovereign Borders

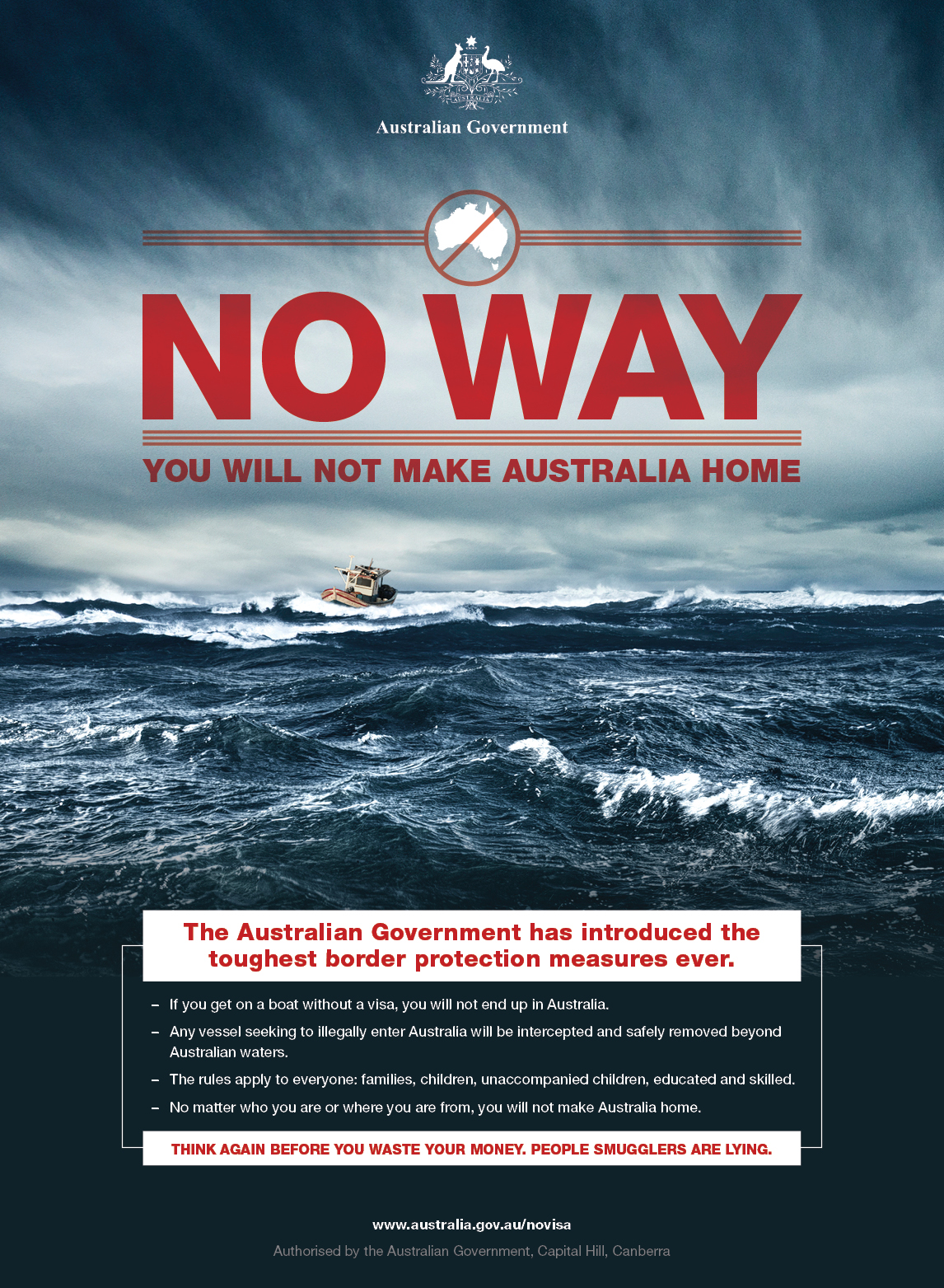
Stop the boats - Operation Sovereign Borders

La Operation Sovereign Borders u Operación Fronteras Soberanas es un programa iniciado por el ejecutivo australiano en 2013 que pretende impedir el contrabando de personas por el mar hacia Australia. Dentro de una política de tolerancia cero, todos los barcos con refugiados son interceptados en el mar y forzados a regresar. En otros países es conocido bajo el título «stop the boats».

## Contexto
Durante la campaña para la elección federal australiana de 2013, Tony Abbott prometió parar los barcos clandestinos, con evocaciones al número creciente de refugiados que llegaba en barcos a Australia. En 2012 y 2013 ha habido un aumento en el número de barcos de refugiados. El número de incidentes en los cuales los refugiados se ahogan aumentó igualmente.

## Ingresos
Evolución del número de barcos clandestinos que llegan a Australia cada año:
- 2009: 2726
- 2010: 6555
- 2011: 4565
- 2012: 17204
- 2013: 20587
- 2014: 69890